# Bangalore Mysore Infrastructure Corridor

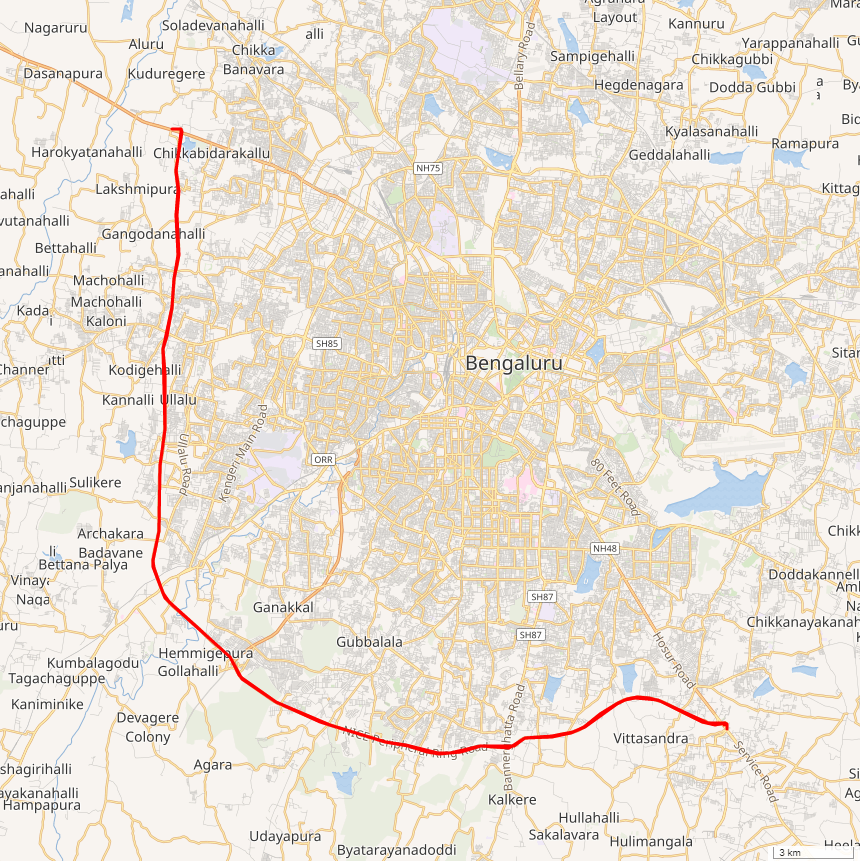
Lagekarte des Bangalore Peripheral Expressway

Die Nandi Infrastructure Corridor Enterprises Road, abgekürzt NICE Road, offiziell als Bengaluru-Mysuru Infrastructure Corridor, abgekürzt BMIC, bezeichnet, ist eine geplante, teilweise im Bau befindliche und teilweise fertiggestellte vierspurige, mautpflichtige Schnellstraße, welche die beiden Städte Bengaluru und Mysuru im indischen Bundesstaat Karnataka verbindet. Dadurch soll die Fahrzeit zwischen den beiden Städten von 3,5 Stunden auf 1,5 Stunden gesenkt werden.
Das Projekt besteht aus drei Teilen: dem 111 km langen Bangalore–Mysore-Expressway, dem 41 km langen Bangalore Peripheral Expressway in der Karte dargestellt und der 9,1 km langen Verbindungsstraße vom Bangalore Peripheral Expressway zum Stadtzentrum von Bangalore. Derzeit ist nur die Verbindungsstraße und der Peripheral Expressway in Betrieb, der Bau des Bangalore–Mysore-Expressway begann im Mai 2019 im 56,2 km langen Abschnitt von Bengaluru nach Nidaghatta in Mandya, der im November 2021 fertiggestellt sein soll. Der zweite 61 km lange Abschnitt von Nidaghatta nach Mysore wird später in Angriff genommen. Im Juli 2019 kam es zu Problemen auf der Baustelle des ersten Abschnitts, weil Landbesitzer die Bauarbeiten behindern, obwohl sie Entschädigungen für ihr Land erhalten hatten.